# Persepolis (film)

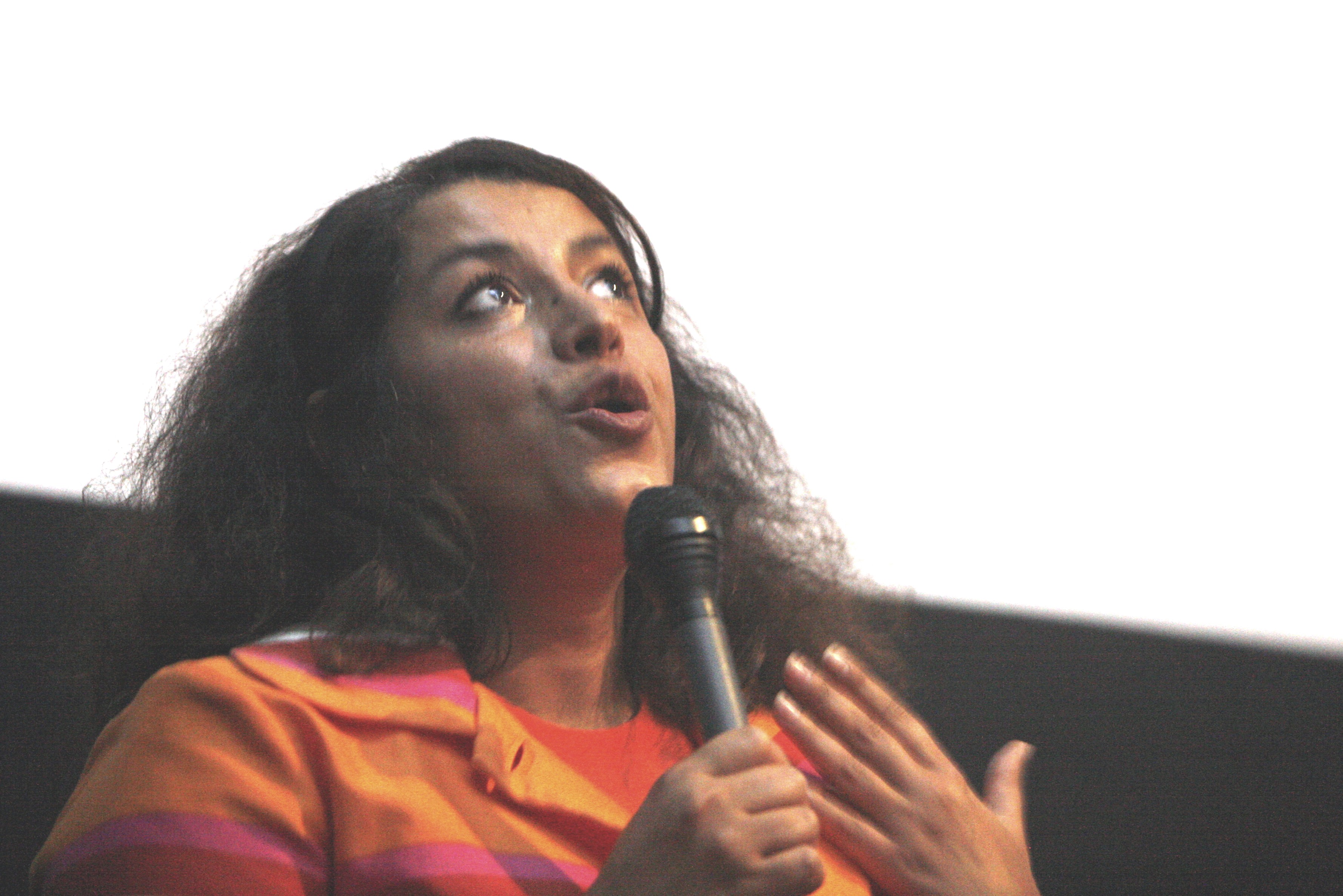
Marjane Satrapi na premierze filmu

Persepolis – francuski pełnometrażowy film animowany z 2007 roku wyreżyserowany przez Vincenta Paronnauda i Marjane Satrapi na podstawie autobiograficznej powieści graficznej o tym samym tytule (Persepolis), której autorką jest Satrapi.

## Prace nad filmem
Marjane Satrapi i Vincent Paronnaud wspólnie napisali scenariusz i wyreżyserowali film, wyprodukowany przez Marc-Antoine Roberta i Xaviera Rigault z 2.4.7. Films. Film powstawał przez trzy lata, prace rozpoczęły się w październiku 2005, ukończono je w kwietniu 2007. Światowa premiera odbyła się na festiwalu w Cannes w 2007 roku.

## Kontrowersje
Autorka zaznaczała, że zależy jej na tym, aby czytelnicy i widzowie zrozumieli, że społeczeństwo irańskie nie składa się z samych zagorzałych islamistów i terrorystów. To tylko cząstka prawdziwego życia i prawdziwego oblicza społeczeństwa. Pomimo tych deklaracji władze irańskie oprotestowały pokaz filmu w Cannes, nazywając go „aktem politycznym i antykulturalnym”. Mehdi Hallor, doradca rządu irańskiego ds. kinematografii oskarżył film o popularyzowanie islamofobii w zachodnim świecie i pokazywanie nieprawdziwego oblicza dokonań Rewolucji Irańskiej. Jego zdaniem Islamofobia w zachodnim kinie rozpoczęła się we Francji, a wyprodukowanie i nagrodzenie antyirańskiego filmu w Cannes potwierdza ten stan rzeczy. W konsekwencji dystrybucja filmu duetu Satrapi i Paronnaud została zakazana w Iranie.

## Fabuła

Plakat reklamujący pokazy filmu Persepolis w warszawskich kinach w styczniu i lutym 2008 r., fot. Ivonna Nowicka

Satrapi, zarówno w komiksie, jak i w filmie, wyraża się sugestywnie, dzięki skoncentrowaniu się w przeważającej części "Persepolis" na czarno-białej przeszłości. Oczami dziewczynki obserwujemy wyraziste obrazy, dokumentujące dwoistość egzystencji w Iranie (oficjalnej, stojącej w kontrze do prywatnej) i niezłomność Persów w osiągnięciu wolności. Jej przeżycia, emocje, strach i bunt z Teheranu kontrastują z dekadencko-zblazowanym towarzystwem podczas nauki w wiedeńskim gimnazjum. Moment dojrzewania zbiega się u Marjane ze specyficznym kontestowaniem zakazów i nakazów. Również pierwsze miłości, jak i wstyd z powodu irańskiego pochodzenia są elementami zachowań dziewczyny ze Środkowego Wschodu.

## Nagrody

### Amerykańska Akademia Sztuki i Wiedzy Filmowej
- nominacje: 1,
- rok: 2008,
- typ: nominacja,
- nagroda: Oscar,
- kategoria: Najlepszy długometrażowy film animowany,
- Marjane Satrapi, Vincent Paronnaud.

### MiędzynarodowyFestiwal Filmowy w Cannes
- nominacje: 1,
- rok: 2007,
- typ: nominacja,
- nagroda: Złota Palma,
- kategoria: Udział w konkursie głównym.

### Europejska Akademia Filmowa
- nominacje: 1,
- rok: 2007,
- typ: nominacja,
- nagroda: Europejska Nagroda Filmowa (od 1997),
- kategoria: Najlepszy europejski film roku,
- Marjane Satrapi, Vincent Paronnaud.

### Francuska Akademia Sztuki i Techniki Filmowej
- wygrane: 2,
- nominacje: 4,
- rok: 2008,
- typ: wygrana,
- nagroda:Cezar Najlepszy,
- kategoria: debiut reżyserski,

Marjane Satrapi, Vincent Paronnaud,
- Najlepszy scenariusz adaptowany,

Marjane Satrapi, Vincent Paronnaud,
- nominacja Cezar Najlepszy film: Marjane Satrapi, Vincent Paronnaud,
- Najlepsza muzyka filmowa: Olivier Bernet,
- Najlepszy dźwięk: Eric Chevallier, Samy Bardet, Thierry Lebon,
- Najlepszy montaż: Stéphane Roche,